# NGC 3661
NGC 3661 é uma galáxia espiral (S0-a) localizada na direcção da constelação de Crater. Possui uma declinação de -13° 49' 51" e uma ascensão recta de 11 horas, 23 minutos e 38,3 segundos.
A galáxia NGC 3661 foi descoberta em 27 de Março de 1786 por William Herschel.